# Gran Meliá Iguazú
El Gran Meliá Iguazú está ubicado dentro del parque nacional Iguazú y cuenta con pileta al aire libre y spa. Además, alberga un restaurante y tiene cancha de tenis.
Las habitaciones del Gran Meliá Iguazú presentan una decoración sencilla y disponen de balcón privado amplio. Algunas tienen vistas a las cataratas, mientras que otras ofrecen vistas a la selva.
Se sirve un desayuno bufé a diario. El restaurante Merkado tiene vistas a las cataratas y sirve platos internacionales. El bar ofrece bebidas de calidad.
El spa incluye bañera de hidromasaje, baño turco y sauna. Se presta un servicio de masajes a pedido y por un adicional. Hay pileta con tumbonas y un jardín exuberante. El alojamiento también alberga un centro de fitness y una biblioteca.
Se facilita estacionamiento gratuito a pedido. El Gran Meliá Iguazú se encuentra a 5 km del aeropuerto de Puerto Iguazú. Se puede organizar un servicio de transfer.

## Historia
En 1972, la Secretaría de Turismo de la Nación llamó a un concurso de propuestas para asignar lotes dentro del parque nacional Iguazú, con el objetivo de fomentar la construcción de hoteles de turismo internacional en una zona con gran potencial pero escasamente explotada aún en esa época. En ese momento, la firma “Hotel Internacional Cataratas de Iguazú S.A.” fue adjudicataria de un terreno cercano, encargando al arquitecto Estanislao Kocourek el diseño y construcción de un hotel con casi 200 habitaciones.
En 1974, la contratista Kocourek SA de Construcciones comenzó la obra, que fue terminada en 1978, justo a tiempo para recibir la ola turística atraída por la Copa Mundial de Fútbol de 1978 celebrada en Argentina. El hotel se inauguró ese 5 de septiembre, y durante las siguientes décadas mantuvo el privilegio de una ubicación dentro del parque nacional y a pocos metros de las cascadas. En el lado brasileño, el Hotel das Cataratas comparte la misma situación.
En 1978, Roger Moore y todo un equipo de filmación se hospedaron en el Internacional, mientras filmaban Moonraker, una de las películas de la serie del agente James Bond. Unos años más tarde, constituyó la base operativa para la producción de la película La Misión, protagonizada por Robert De Niro y Jeremy Irons. Otros huéspedes célebres han sido el rey Juan Carlos y la reina Sofía, el tenor Luciano Pavarotti, el príncipe Hiroíto de Japón, el múltiple campeón de Fórmula 1 Michael Schumacher, y el magnate Nelson Rockefeller. 
En 1998, la cadena Starwood Hotels & Resorts Inc., adquirió el hotel para que formara parte de su marca Sheraton. Un año después, encargó al estudio de arquitectura Daniel Piana & Associates una remodelación completa en etapas, terminada en 2000. Cinco años más tarde, se realizó otra remodelación y actualización tecnológica de las comodidades del ahora Sheraton Iguazú Resort.
En 2017 el hotel es vendido a la cadena internacional Meliá. A partir de entonces cambia su nombre por Gran Meliá Iguazú.

## Diseño
El edificio fue diseñado por Estanislao Kocourek (Presidente del estudio Kocourek SRL) con la colaboración de Ernesto Katzenstein, Elvira Castillo y Martín Laborda. Siguieron las exigencias de la Secretaría de Turismo de la Nación, proyectando un edificio bajo y alargado, que no rompiera la línea de altura de los árboles. El paisajista Pradial Gutiérrez se encargó del diseño de parques y jardines del hotel con especies autóctonas, mientras los arquitectos eligieron una arquitectura moderna y sobria para el hotel.
El acceso se da por el lado noroeste del terreno, dando la espalda a las cataratas, de tal forma que la parte con mejores vistas del terreno queda exclusivamente para el parque, adonde se orienta el comedor, las salas de estar, salones de convenciones. En el parque se ubicaron una piscina, una cancha de tenis, un pabellón para los vestuarios, una boite subterránea con una pista de baile coronada por una cúpula vidriada que asoma a la superficie, un solárium, un salón de juegos semienterrado y una parrilla.
El basamento del motel está dividido en dos franjas: la de huéspedes y la de personal. La primera mira hacia el sudeste e incluye el vestíbulo, junto a un bar, el comedor principal, una terraza, un comedor autoservicio y un snack-bar, locales comerciales, un local para excursiones en el parque, otra para una agencia de turismo y otro para una línea aérea, y un salón de convenciones. La franja de personal tiene una entrada independiente y lateral, e incluye la cocina principal con sus dependencias y depósitos, una panadería, las despensas y salas de personal con sus vestuarios. Por otra parte, se encuentra el garaje del hotel.
En el segundo piso se encuentra el acceso principal al hotel, por una plataforma para vehículos que se desarrolla sobre el nivel del garaje y tiene locales comerciales al aire libre y dos rampas de entrada. Desde allí se accede al vestíbulo principal con la recepción y la administración, junto a las cuales funciona un casino con una terraza propia al aire libre. Hay otra sala de convenciones, con una doble altura que sobrevuela a la gran sala de convenciones en el nivel inferior.
Los siguientes pisos son las habitaciones del hotel, que son 176 dobles y cuatro suites ubicadas en el primer piso. Cada pieza tiene su propia terraza con vista a las Cataratas de Iguazú. La decoración interior fue totalmente renovada en 1999 y presenta una estética contemporánea.